# Jonas Deumeland
Jonas Deumeland (Wolfsburgo, Alemania, 9 de febrero de 1988) es un futbolista alemán que juega de arquero. Actualmente se encuentra sin equipo.

## Biografía
Antes de llegar al IK Start, estuvo entrenando con el Borussia Dortmund.[cita requerida]

## Clubes
| Club                 | País     | Año       |
| -------------------- | -------- | --------- |
| VfL Wolfsburgo II    | Alemania | 2007-2008 |
| Rot-Weiß Oberhausen  | Alemania | 2009      |
| VfL Wolfsburgo II    | Alemania | 2010-2011 |
| KAS Eupen            | Bélgica  | 2011-2014 |
| SpVgg Greuther Fürth | Alemania | 2017      |
| IK Start             | Noruega  | 2018-2022 |